# Німецьке Відродження

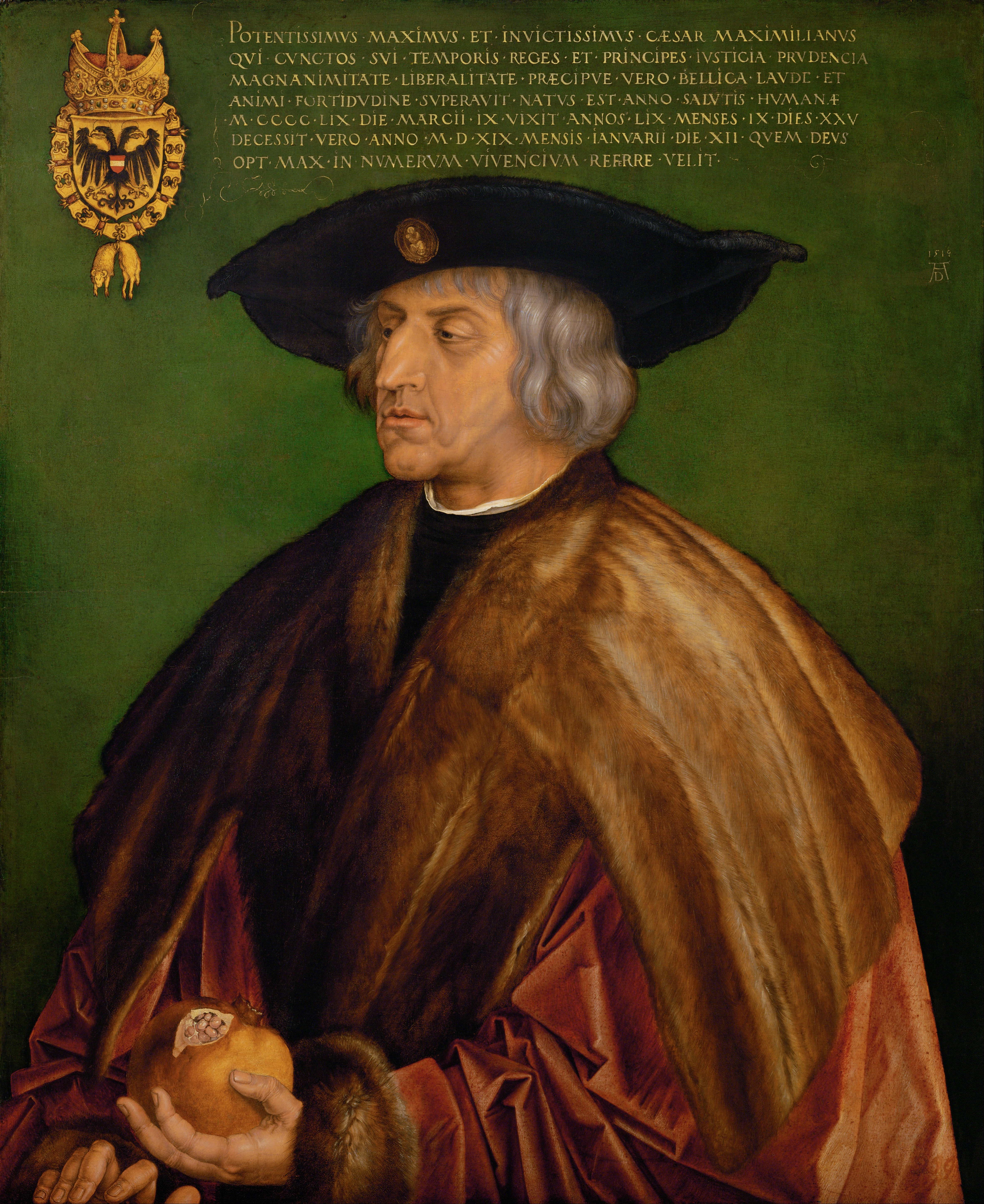
Портрет імператора Максиміліана I (правління: 1493–1519), першого монарха доби Відродження Священної Римської імперії, (митець: Альбрехт Дюрер), 1519

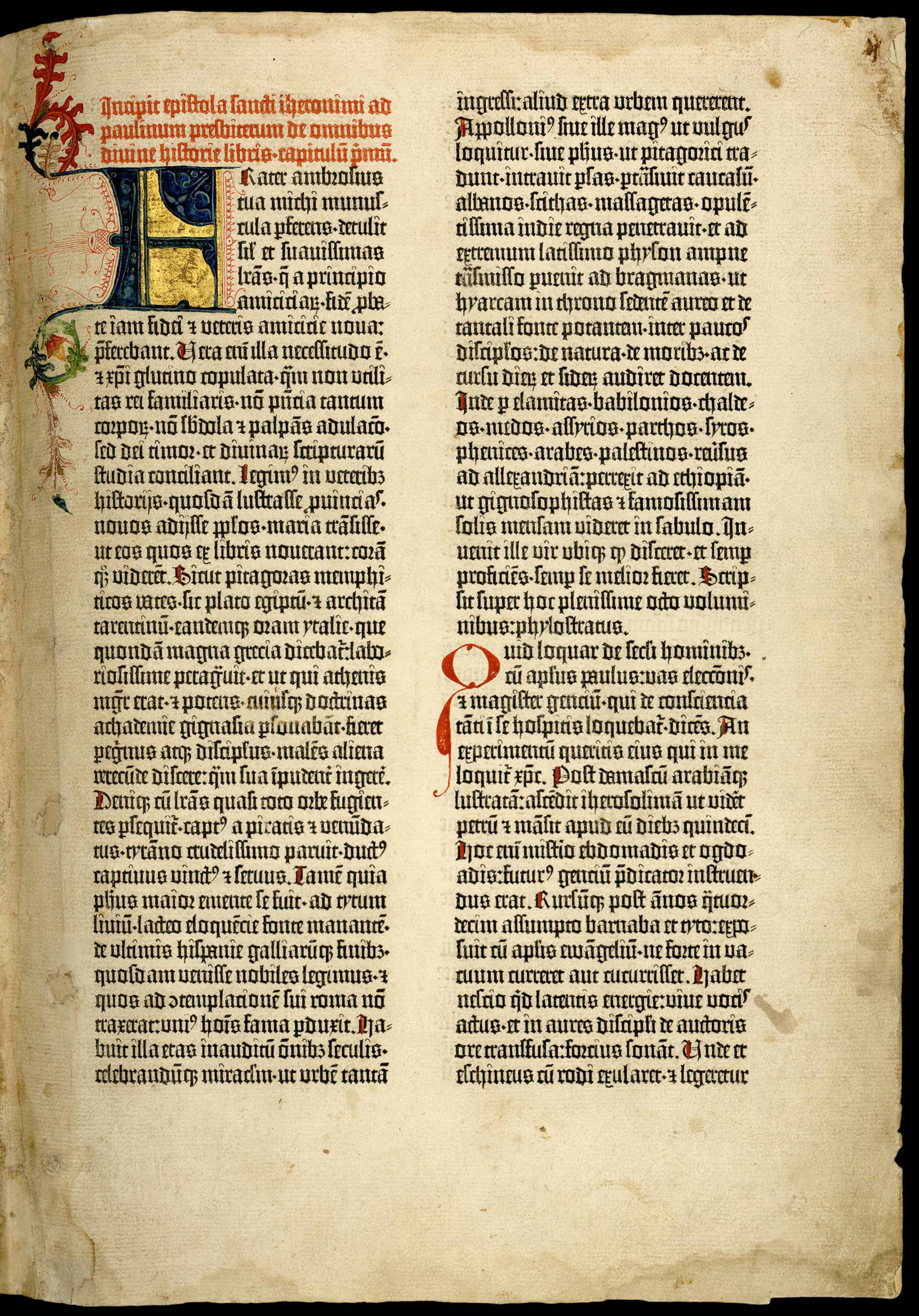
Перша сторінка першого тома копії Біблії Гутенберга в Техасі

Німецьке Відродження, частина Північного Відродження, було культурно-мистецьким рухом, який поширився серед німецьких мислителів у 15-16 століттях, що розвинувся з італійського Відродження. На багато напрямків мистецтв і наук вплинули, зокрема, поширення німецького гуманізму на різні німецькі держави та князівства . Було досягнуто багато досягнень у галузі архітектури, мистецтв та наук. Німеччина створила дві розробки, які домінували у 16 столітті по всій Європі: друкарство та протестантська реформація . 
Одним з найважливіших німецьких гуманістів був Конрад Цельтіс (1459–1508). Цільтіс навчався в Кельні та Гейдельберзі, а згодом подорожував по Італії, збираючи латинські та грецькі рукописи. Під сильним впливом Тацита він застосував Германію для ведення німецької історії та географії. Врешті-решт він присвятив свій час поезії, в якій прославив Німеччину латиною. Ще одна важлива фігура - Йоганн Рейхлін (1455–1522), який навчався в різних місцях Італії, а згодом викладав грецьку мову. Він вивчав іврит, маючи на меті очистити християнство, але натрапив на опір церкви. 
Найзначніший художник німецького епохи Відродження - Альбрехт Дюрер, особливо відомий своїми гравюрами на ксилографією, які розповсюджувався по всій Європі, він також малював і писав портрети. Важливою архітектурою цього періоду вважається резиденція Ландшута, замок Гейдельберг, ратуша Аугсбурга, а також антикваріум мюнхенського резиденса в Мюнхені, найбільша зала часів ренесансу на північ від Альп. 

## Причини
Ренесанс значною мірою був обумовлений оновленим інтересом до класичного навчання, а також результатом швидкого економічного розвитку. На початку 16 століття Німеччина (маючи на увазі землі, що знаходяться в межах Священної Римської імперії) була однією з найбільш процвітаючих частин Європи, незважаючи на відносно низький рівень урбанізації порівняно з Італією чи Нідерландами.   Вона отримувала користь від багатства певних галузей, таких як металургія, гірнича справа, банківська справа та ткацтво. Що ще важливіше: книгодрукування розвивалося в Німеччині, і німецькі друкарі  переважали у книжковій торгівлі над більшістю інших країн аж до XVI століття. 

## Мистецтво

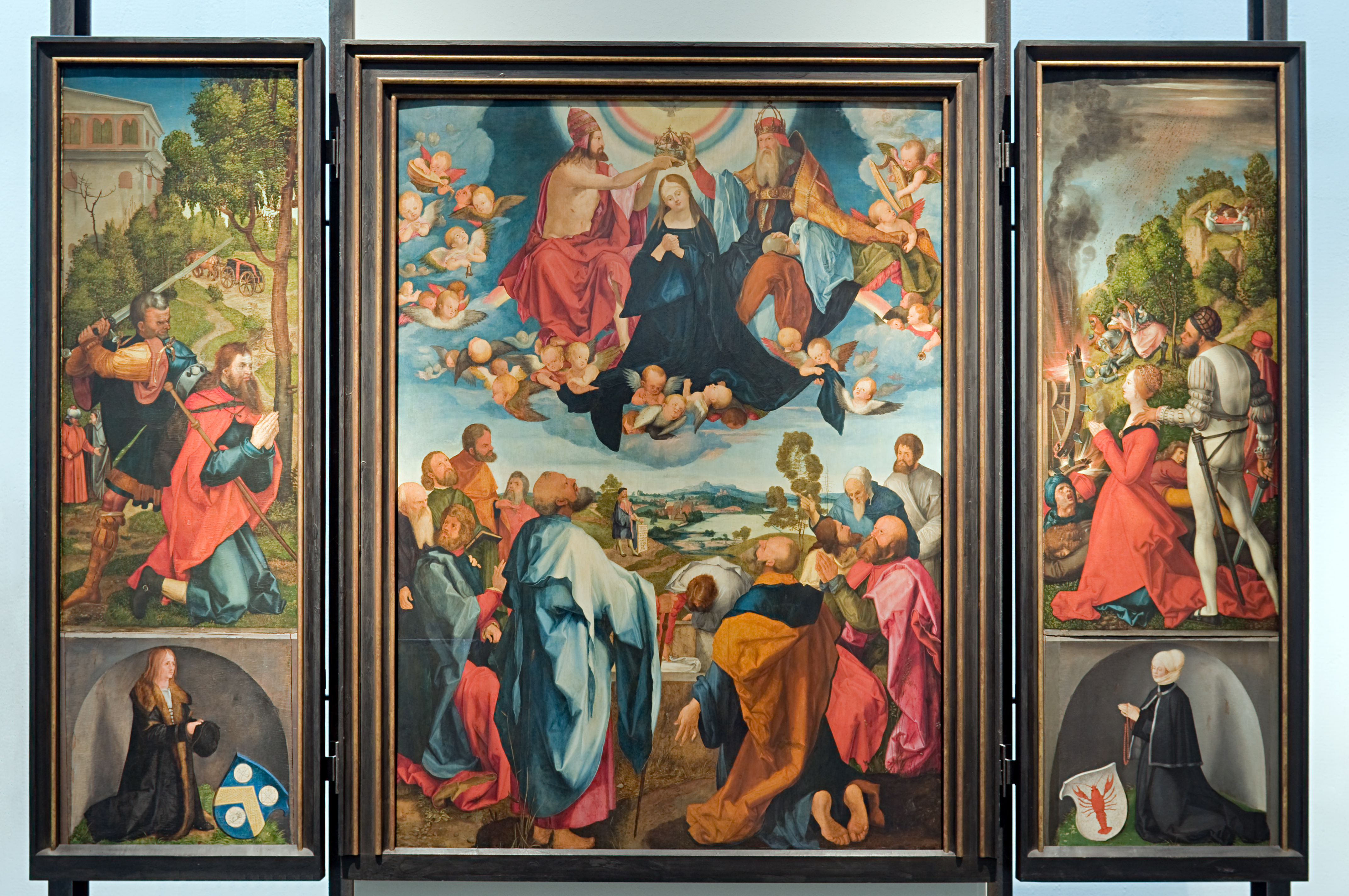
Вівтар Геллера Альбрехта Дюрера

Поняття Північного Відродження чи Німецького Відродження дещо плутає через продовження використання витонченого готичного орнаменту аж до 16 століття, навіть у творах, які, безперечно, є ренесансовими, в їх трактуванні людської постаті та інших аспектах. Класичний орнамент мав невеликий історичний резонанс у значній частині Німеччини, але в інших аспектах Німеччина дуже швидко стежила за подіями, особливо в застосуванні друку ручним набором, німецьким винаходом, який залишався майже німецькою монополією протягом декількох десятиліть, і був вперше донесений на більшу частину Європи, включаючи Францію та Італію, німцями.   
Виготовлення зображень на дереві та гравюрі вже було більш розвинене в Німеччині та Нижніх країнах, ніж деінде в Європі, і німці взяли на себе лідируючі позиції у розробці книжкових ілюстрацій, як правило, відносно низького художнього стандарту. Та їх можна побачити по всій Європі, бо дерев’яні блоки часто позичали друкарям видань в інших містах чи для інших мов. Найбільший художник німецького Відродження Альбрехт Дюрер розпочав свою кар'єру учнем провідного майстра в Нюрнберзі - Міхаеля Вольгемута, який значною мірою відмовився від малювання для використання нових медіумів. Дюрер працював над найекстравагантнішою ілюстрацією книги того періоду, Нюрнберзької хроніки, опублікованої його хрещеним батьком Антоном Кобергером, найбільшим на той час в Європі друкарем-видавцем. 
Закінчивши навчання у 1490 році, Дюрер подорожував Німеччиною чотири роки, а Італію - кілька місяців, перш ніж створити власну майстерню в Нюрнберзі. Він швидко прославився по всій Європі своїми енергійними та врівноваженими різьбленнями та гравюрами, а також малюнками. Незважаючи на те, що він зберігає виразний німецький стиль, його творчість демонструє сильний італійський вплив, і його часто прийнято представляти початком німецького Відродження у візуальному мистецтві, яке протягом наступних сорока років посіло місце Нідерландів та Франції, у сфері, яка здійснює найбільші нововведення в Північному Європейському мистецтві. Дюрер підтримав Мартіна Лютера, але продовжував створювати Мадонни та інші католицькі образи та малювати портрети лідерів з обох сторін виникаючого розколу протестантської реформації . 

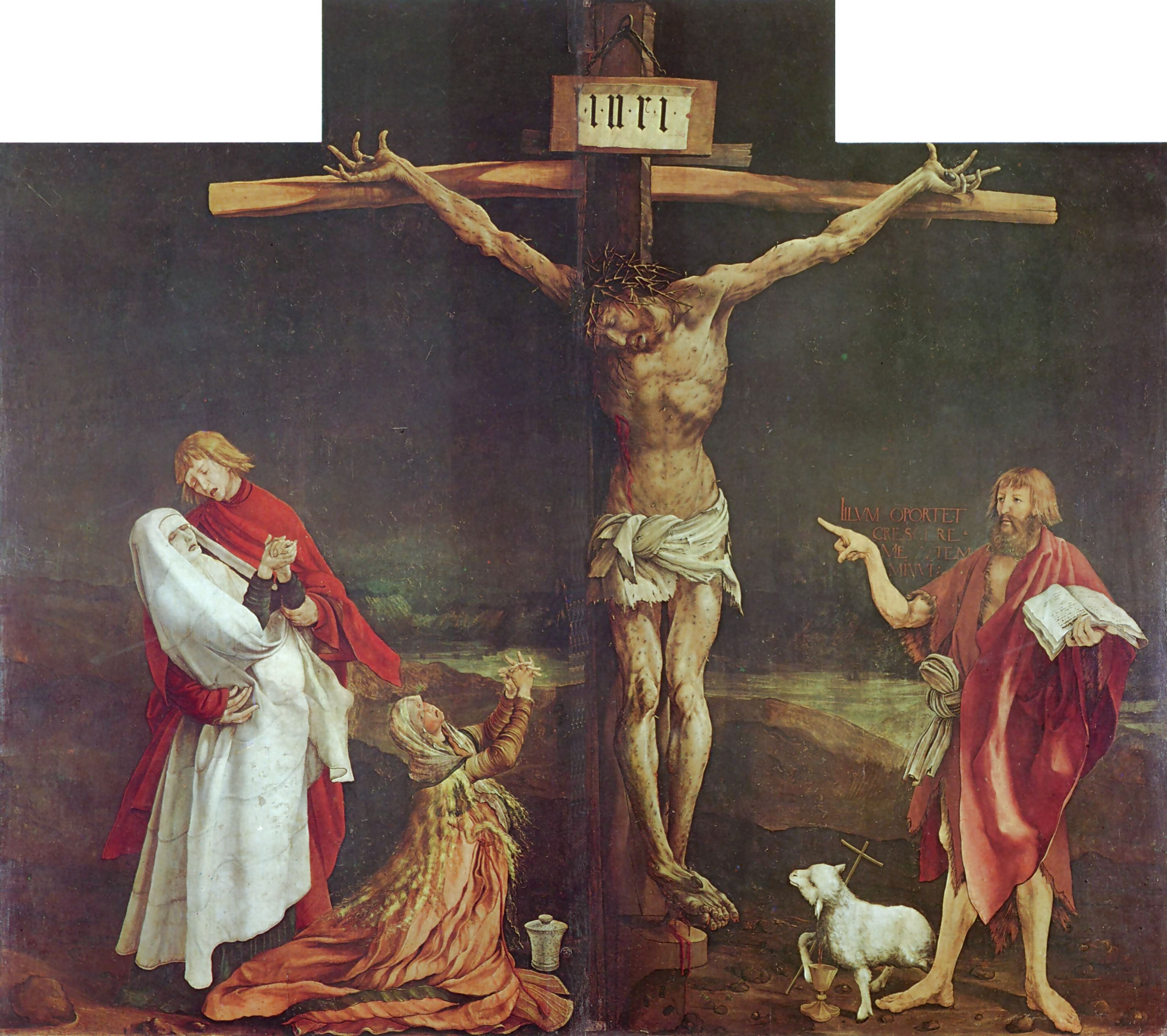
Розп'яття, центральна панель вівтаря Ізенгейма Маттіаса Грюневальда.

Дюрер помер у 1528 році - перш ніж було зрозуміло, що розкол Реформації неминучий - але його учні не змогли уникнути вибору сторін. Більшість провідних німецьких художників стали протестантами, але це позбавило їх змоги писати більшість релігійних творів, що раніше були основою доходів художників. Мартін Лютер заперечував проти багатьох католицьких образів, але не до самих образів, а Лукас Кранах Старший, близький друг Лютера, намалював ряд "Лютеранських вівтарів", в основному показуючи Тайну вечерю, деякі з портретів провідного протестанта вбачають Дванадцять апостолів . Цей етап лютеранського мистецтва закінчився до 1550 року, ймовірно, під більш жорстоким аніконічним впливом кальвінізму, а релігійні твори для публічного показу практично перестали вироблятися в протестантських районах. Імовірно, в основному через це розвиток німецького мистецтва практично припинився приблизно до 1550 р., Але в попередні десятиліття німецькі художники були дуже родючими в розробці альтернативних предметів, щоб замінити прогалину в своїх книгах. Кранах, окрім портретів, розробив формат тонких вертикальних портретів провокаційних оголень, наданих класичним чи біблійним заголовкам. 
Дещо лежить поза цією розробкою - Маттіас Грюневальд, який залишив дуже мало творів, але чий шедевр, його вівтар Ізенгейма (завершено 1515 р.). З часу його відновлення до критичної уваги в XIX столітті вважається найбільшим німецьким живописом часів Відродження. Це надзвичайно емоційний твір, який продовжує німецьку готичну традицію нестримного жесту та вираження, використовуючи ренесансні композиційні принципи, але все в тій самій готичній формі, багатокрилий триптих . 

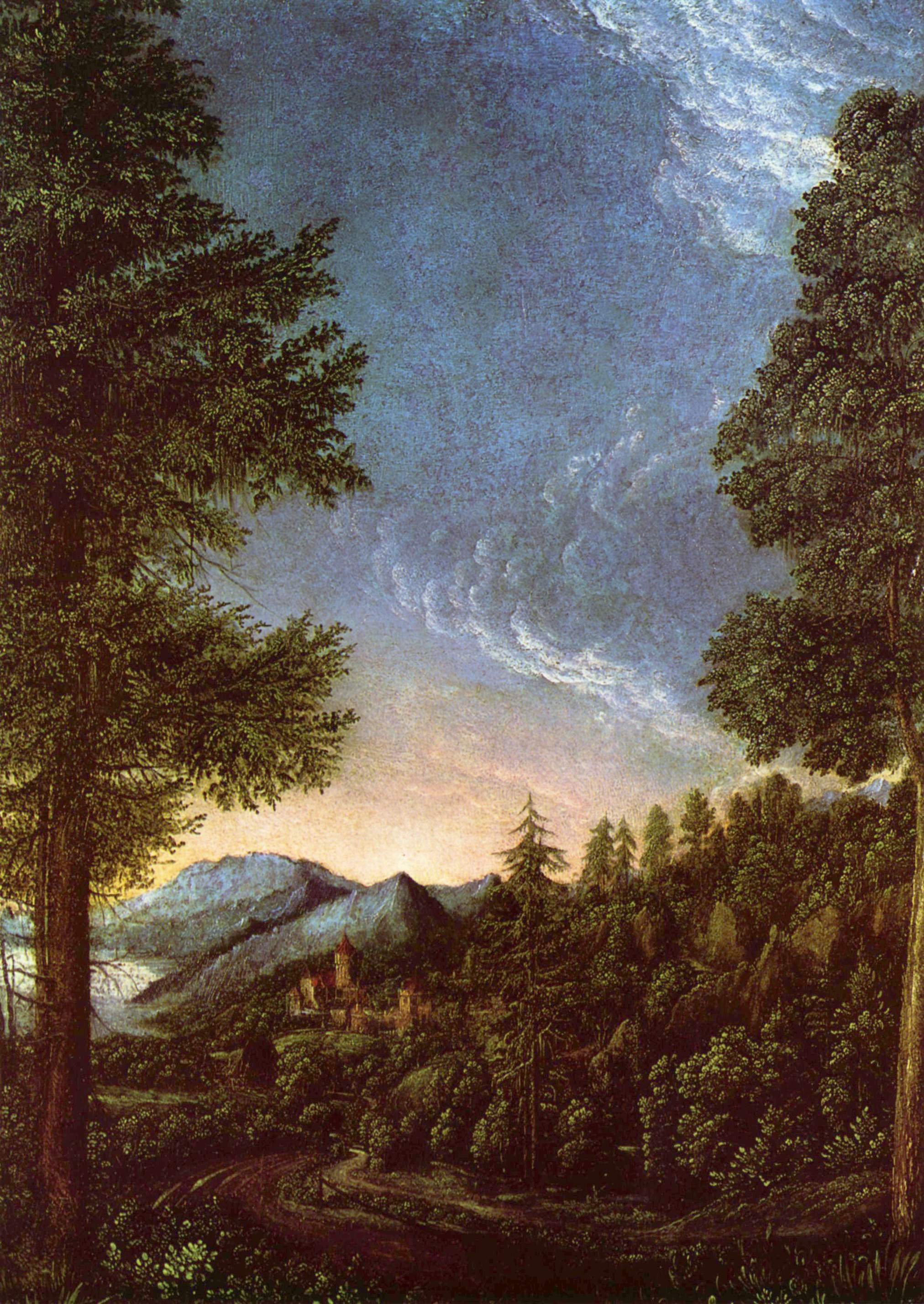
Альбрехт Альтдорфер (бл.1480–1538), Ландшафт Дунаю біля Регенсбурга бл. 1528 р. - один з найраніших західних чистих пейзажів, від Дунайської школи на півдні Німеччини.

Дунайська школа - це ім’я кола художників першої третини 16 століття в Баварії та Австрії, серед яких Альбрехт Альтдорфер, Вольф Губер та Августин Гіршвогель . На чолі з Альтдорфером, школа створила перші зразки незалежного пейзажного мистецтва на Заході (майже через 1000 років після Китаю), як у картинах, так і в друку.  Їх релігійні картини мали експресіоністичний стиль, дещо схожий на Грюневальдський. Учні Дюрера Ганс Бургкмайр та Ганс Балдунг Гріен значною мірою працювали над тиражами, при цьому Ганс Бальдунг розробляв актуальну тему відьом у ряді загадкових примірників. 
Ганс Гольбейн Старший та його брат Сигізмунд Гольбейн малювали релігійні твори у стилі пізньої готики. Ганс Старший був піонером і лідером у перетворенні німецького мистецтва від готичного до ренесансного стилю. Його син Ганс Гольбейн Молодший був важливим портретистом та кількох релігійних творів, працюючи переважно в Англії та Швейцарії. Добре відома серія невеликих ксилографій Голбейна на « Танці смерті» стосується творів « Маленьких майстрів», групи друкарів, які спеціалізувалися на дуже маленьких та дуже детальних гравюрах для колекціонерів буржуа, включаючи багато еротичних сюжетів. 
Видатні надбання першої половини XVI століття супроводжувались декількома десятиліттями з помітною відсутністю визначного німецького мистецтва, окрім виконаних портретів, які не суперечать досягненню Гольбейна чи Дюрера. Наступні значні німецькі художники працювали у досить штучному стилі північного маньєризму, який їм довелося вивчати в Італії чи Фландрії. Ганс фон Аахен та нідерландський Бартоломеус Шпрангер були провідними живописцями при Імператорських дворах у Відні та Празі, а продуктивна нідерландська родина Саделерів  - граверів роз'їхалась по Німеччині, серед інших повітів. 
У католицьких районах Південної Німеччини готична традиція різьблення по дереву продовжувала процвітати до кінця 18 століття, пристосовуючись до змін стилю протягом століть. Віт Ствош (помер 1533 р.), Тільман Ріменшнайдер (пом. 1531 р.) та Пітер Вішчер Старший (пом. 1529 р.) були сучасниками Дюрера, і їх довга кар'єра охоплювала перехід між готичним та ренесансним часами, хоча їх стилістика часто залишався навіть готичним після того, як їх композиції почали відображати принципи Ренесансу. 

## Архітектура

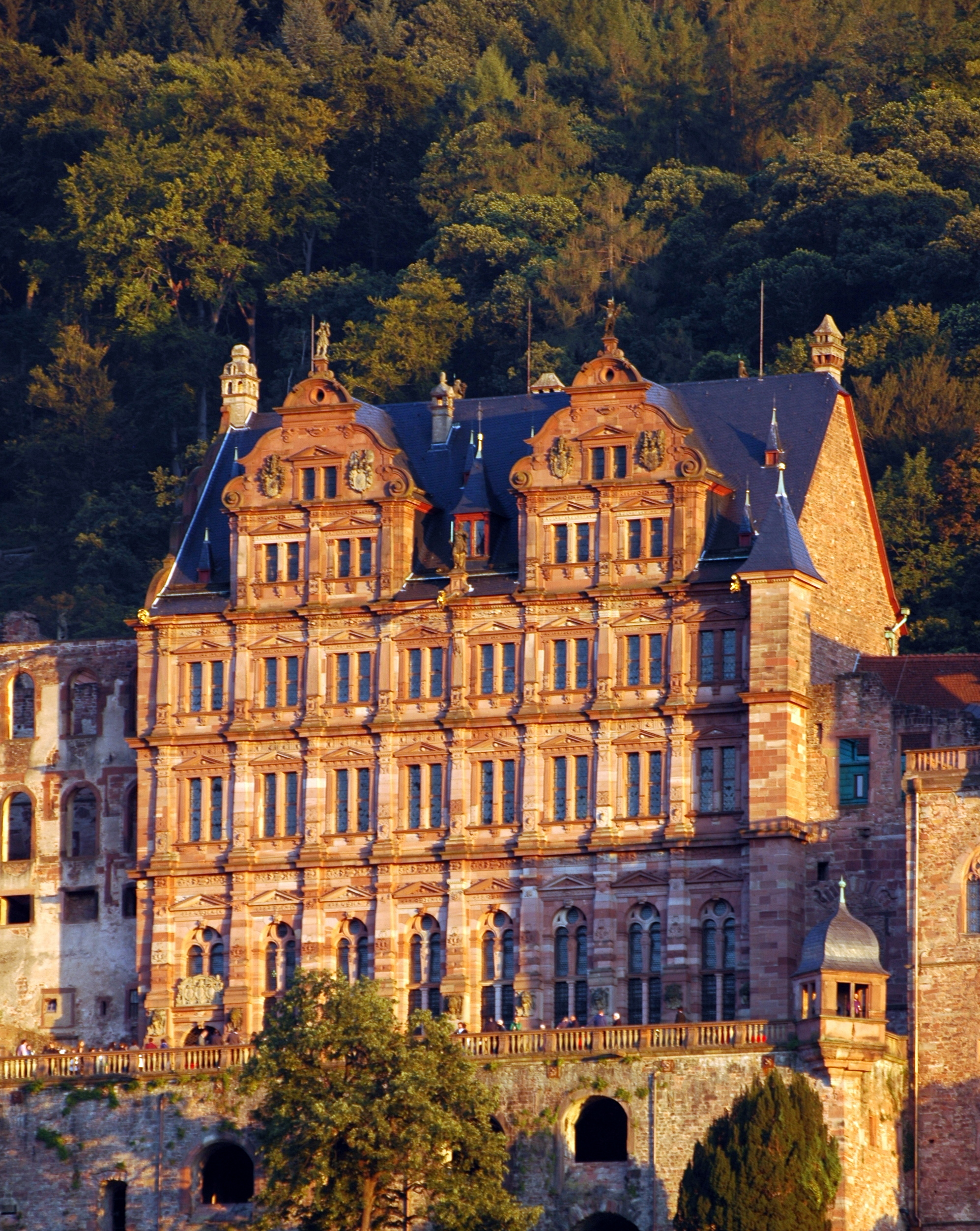
Гейдельберзький замок

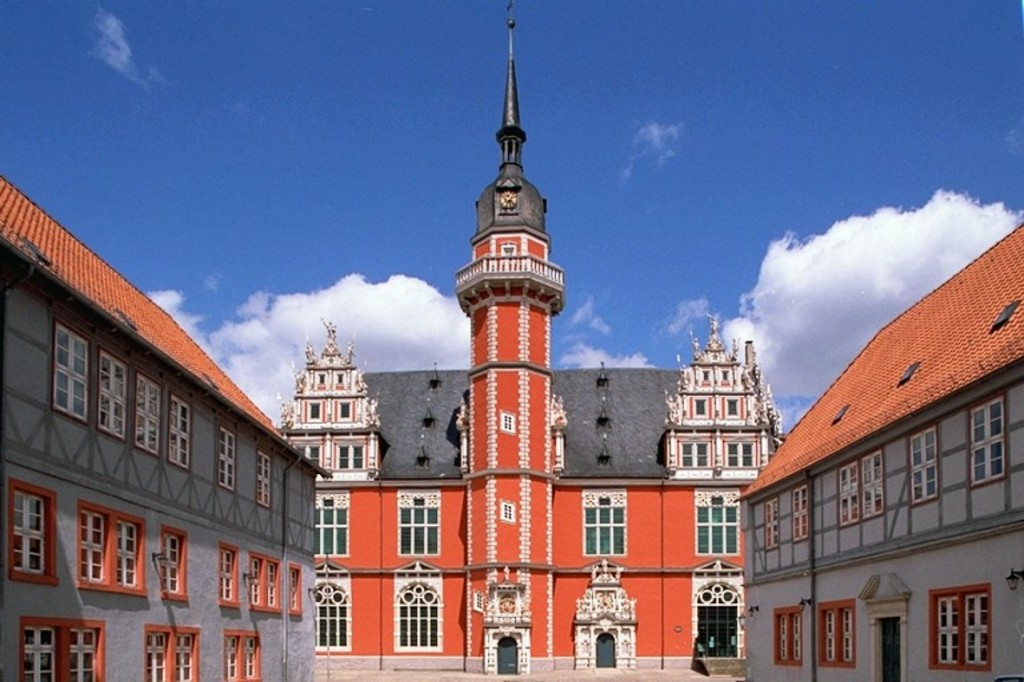
Аудиторна будівля університету в Гельмштедті (1592), приклад архітектури Везерського Ренесансу

Ренесансна архітектура в Німеччині спочатку надихнулась німецькими філософами та художниками, такими як Альбрехт Дюрер та Йоханн Рейхлін, які відвідали Італію. Важливими ранніми прикладами цього періоду є резиденція Ландсхут, замок у Гейдельберзі, палац Йоганісбурга в Ашаффенбурзі, Шлосс Вайльбург, Ратуша та будинки Фуггера в Аугсбурзі та церква св. Михаїла в Мюнхені, найбільша церква ренесансу на північ від Альп. 
Особлива форма архітектури епохи Відродження в Німеччині це - Везерський Ренесанс, з яскравими прикладами споруд таких, як Ратуша в Бремені і аудиторна споруда в Гельмштедті . 
У липні 1567 р. міська рада Кельна затвердила проект двоповерхової лоджії Вільгельма Вернуккена в ренесансному стилі для мерії Кельна . Церква св. Михаїла в Мюнхені - найбільша ренесансна церква на північ від Альп. Вона була збудована герцогом Вільгельмом V Баварійським між 1583 та 1597 роками як духовний центр контрреформації та була натхненною церквою Іл-Гес в Римі. Архітектор невідомий. Багато прикладів з цегляних ренесансних будівель можна знайти в старих ганзейських містах, таких як Штральсунд, Вісмар, Любек, Люнебург, Фрідріхштадт та Штаде . Визначні німецькі архітектори епохи Відродження - Фрідріх Сустріс, Бенедікт Рейт, Авраам ван ден Блок, Еліас Холл та Ганс Крамппер . 

## Визначні представники

### Йоганнес Гутенберг (бл. 1398–1468)
Йоганнес Генсфлейш зур Ладен  Йоганнес Гутенберг вважається найвпливовішою особою німецького Відродження. Як вільний мислитель, гуманіст і винахідник, Гутенберг виріс у епоху Відродження, але також сильно вплинув на неї. Найвідомішим його винаходом є друкарський верстат 1440 р. Преса Гутенберга дозволила гуманістам, реформаторам та іншим розповсюджувати свої ідеї. Він також відомий як творець Біблії Гутенберга, вирішального твору, який ознаменував початок " Гутенберзької революції " та епоху друкованої книги у Західному світі . 

### Йоганн Ройхлін (1455–1522)
Йоганн Ройхлін був дуже важливою людиною, як викладач світової культури в Німеччині в цей час. Він був вченим грецької мови та івриту. Закінчивши навчання, потім продовжуючи викладати в Базелі, його вважали надзвичайно обізнаною людиною. Однак, покинувши Базель, йому довелося почати копіювати рукописи та учнівські заняття в області права. Та він найбільш відомий своєю роботою в рамках вивчення івриту. На відміну від деяких інших «мислителів» цього часу, Ройхлін занурився в це, навіть створивши посібник проповідування в рамках віри на іврит. Книга під назвою De Arte Predicandi (1503), можливо, є одним з його найвідоміших творів цього періоду. 

### Альбрехт Дюрер (1471–1528)
Альбрехт Дюрер був у той час, і залишається, найвідомішим художником німецького Відродження. Він прославився по всій Європі і неабияк захоплювався Італією, де його творчість була відома головним чином за його гравюрами . Він вдало поєднав витончений північний стиль з гармонією Ренесансу та монументальністю. Серед його найвідоміших творів - « Меланхолія І», « Чотири вершники» з його ксилографічної серії « Апокаліпсис» та « Лицар, смерть і диявол» . Іншими значущими художниками були Лукас Кранах Старший, Дунайська школа та Маленькі майстри . 

### Мартін Лютер (1483–1546)
Мартін Лютер  був протестантським реформатором, який критикував церковні практики, такі як продаж індульгенцій, проти яких він опублікував у своїх « Дев'яносто п'яти тезах» 1517 р. Лютер також переклав Біблію німецькою мовою, зробивши християнські писання більш доступними для широкого населення та надихаючи стандартизацію німецької мови. 

## Дивитися також
- Німецький гуманізм
- Мистецтво Німеччини

## Подальше читання
- O'Neill, John P., ред. (1987). The Renaissance in the North. New York: The Metropolitan Museum of Art. ISBN 0-87099-434-4. OCLC 893699130.